# Ablösevereinbarung
Die Ablösevereinbarung ist ein gegenseitiger Vertrag, mit dem ein Nachmieter einer Wohnung oder eines Hauses sich verpflichtet, die vorhandenen Möbel oder einen Teil der Einrichtungsgegenstände des Vormieters gegen Zahlung einer Ablöse zu übernehmen.
Die Ablösevereinbarung ist ein durch das Zustandekommen des neuen Mietvertrags aufschiebend bedingter Kaufvertrag. Wird der preisliche Zeitwert der Möbelstücke um mehr als 50 % überschritten, kann die bereits getroffene Ablösevereinbarung wegen Wuchers unwirksam  sein und der zu Unrecht bezahlte Kaufpreis nach den Vorschriften über die ungerechtfertigte Bereicherung zurückgefordert werden.